# Grossesse gémellaire
Cet article concerne la grossesse gémellaire uniquement. Pour les jumeaux après la naissance, voir Jumeau.
Une grossesse est dite gémellaire lorsqu'il y a deux fœtus dans la cavité utérine. 
En obstétrique, le terme  de grossesse multiple ne s'applique que lorsque l'utérus contient trois fœtus ou plus.
Sa fréquence, de l'ordre de 1 à 2 % de l'ensemble des grossesses, augmente dans les pays développés, le plus souvent en rapport avec l'augmentation de l'âge moyen de maternité (31 ans en France 2017), et aussi avec les traitements médicaux de l'infertilité et de la procréation médicale assistée.
Pour le suivi obstétrical de ces grossesses, le plus important n'est pas de savoir s'il s'agit de jumeaux monozygotes (univitellins, « vrais » jumeaux ou jumeaux « identiques ») ou jumeaux dizygotes (bivitellins, « faux » jumeaux ou jumeaux « fraternels »), mais si elles sont monochoriales (un seul placenta avec une poche des eaux ou deux poches des eaux) ou bichoriales (avec deux placentas).
Les grossesses gémellaires sont plus à risques que les grossesses uniques, elles peuvent nécessiter une prise en charge spécialisée avec dépistage précoce de leurs complications éventuelles.

## Différents types de grossesse gémellaire

### Zygosité

Quatre types de jumeaux monozygotes. (À gauche : stade de la division ; à droite : nombre de chorions et d'amnios.)

La distinction « vrais et faux jumeaux », c'est-à-dire jumeaux monozygotes (issus de la division d'un seul œuf) et jumeaux dizygotes (fécondation de deux ovules différents au cours d'un même cycle) est pertinente, voire essentielle, pour les généticiens, les psychologues et les parents ; mais pour le suivi obstétrical des grossesses gémellaires, cela n'a aucun intérêt.

### Chorionicité
Pour les obstétriciens, l'élément déterminant à prendre en compte n'est pas la « zygosité », mais la « chorionicité » qui dépend du type et du nombre de masses placentaires. Il existe alors non pas deux types de grossesse gémellaire (monozygote et dizygote) mais trois,:
1. Grossesse bichoriale-biamnotique (près de 77 % des cas de grossesses gémellaires) : chaque fœtus a son propre chorion et son propre amnios (deux placentas et deux poches des eaux séparés).
2. Grossesse monochoriale-biamnotique (autour de 20 %) : placenta commun avec deux poches des eaux séparées.
3. Grossesse monochoriale-monoamniotique (2 à 3 %) : un seul placenta et une seule poche des eaux.

L'importance de ces distinctions repose sur le fait que ces différents jumeaux sont à risques croissants de complications. Par exemple, entre autres risques :
- les jumeaux en situation monochoriale sont réunis par le même placenta avec des possibilités de passage de sang d'un jumeau à l'autre, avec un risque de 15 % du syndrome transfuseur-transfusé[2] ;
- les jumeaux en situation monoamniotique sont à risque d'accidents funiculaires lié à la présence, dans la même poche des eaux, de deux cordons ombilicaux qui peuvent s'enrouler et se faire des nœuds, accidents pouvant être à l'origine de morts in utero[2].

Les rapports entre zygosité et chorionicité sont les suivants : les jumeaux de sexes différents sont toujours de faux jumeaux (dizygotes), les jumeaux monochoriaux sont toujours de vrais jumeaux (monozygotes), les jumeaux bichoriaux de même sexe peuvent être mono-  ou dizygotes.

## Fréquence et facteurs déterminants
La fréquence s'exprime par la proportion à la naissance (accouchements de jumeaux).

### Jumeaux monozygotes
Il nait 4 paires de vrais jumeaux pour mille naissances (environ 0,5 %), quels que soient l'âge de la mère, le rang de naissance ou l'origine géographique. Cette proportion se retrouve à peu près chez tous les mammifères, à l'exception des tatous dont les femelles donnent toujours naissance à des quadruplés monozygotes, voire des octuplés selon l'espèce.
Toutes les femmes sont exposées au même risque d'avoir de vrais jumeaux, qu'elles aient ou non déjà accouché de jumeaux. Bien que relativement constante, la fréquence d'accouchements de vrais jumeaux a tendance à augmenter dans les pays développés depuis la fin du XXe siècle.

### Jumeaux dizygotes
En général, la naissance de faux jumeaux est de l'ordre d'un peu plus de 1 % des naissances, mais elle varie beaucoup selon différents facteurs :
- L'âge maternel est le facteur le plus important. Le risque de jumeaux est nul à la puberté, il augmente ensuite régulièrement avec l'âge jusqu'à un maximum à 37 ans, puis il diminue rapidement pour être nul à la ménopause. Cette évolution reflète la production hormonale (pic de FSH déclenchant l'ovulation).
- Le rang de naissance : à âge égal, le taux de faux jumeaux augmente avec le rang de naissance.
- Origine géographique : à âge égal, et même rang de naissance, le taux de faux jumeaux était deux fois plus élevé en Afrique subsaharienne qu'en Europe, et quatre à cinq fois plus qu'en Chine ou au Japon. Ces variations seraient liées à des différences hormonales d'origine génétique[3]. Au Nigeria on compte 50 naissances de jumeaux dizygotes pour 1000, 8 aux États-Unis et en Europe, et moins de 2 au Japon[4].
- Facteurs familiaux : les faux jumeaux ont tendance à se répéter chez les mêmes femmes ainsi que chez les sœurs et filles de femme ayant eu des jumeaux[3], alors que l'histoire paternelle n'a pas d'influence[4].
- Traitements de l'infertilité et PMA : depuis les années 1970, ces pratiques de pays développés ont beaucoup augmenté le taux de gémellité, surtout chez les femmes les plus âgées.

Par exemple, en France (tous types gémellaires confondus), des années 1970 aux années 2000, l'augmentation a été de 78 %. Cette augmentation s'explique pour un tiers au recul de l'âge de maternité (âge moyen de 26 ans en 1970, à 31 ans en 2017) et pour deux tiers aux traitements médicaux. 
Quelques études suggèrent que l'obésité féminine (indice de masse corporelle supérieur à 30) serait plus à risques de jumeaux dizygotes.

## Suivi et prise en charge

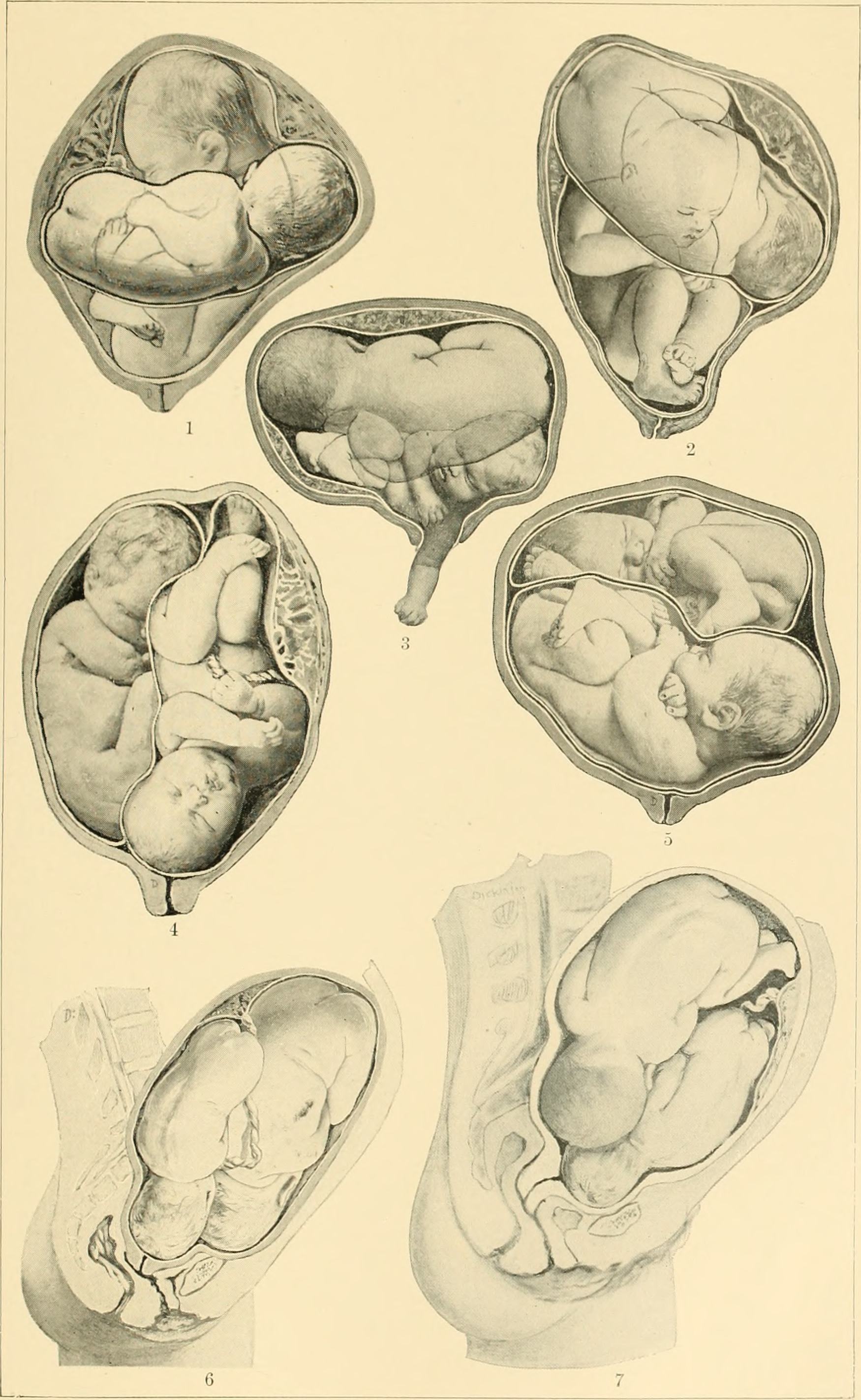
Différentes présentations de jumeaux, illustration de An American text-book of obstetrics. For practitioners and students (1897).

En principe, le suivi des grossesses gémellaires est différent de celui des grossesses uniques. Des pays ont émis des recommandations spécifiques nationales comme le Canada, mais il n'existe pas de consensus international sur les meilleurs schémas ou protocoles de surveillance,.
En France, selon les recommandations de la HAS de 2009, révisées en 2016, le diagnostic de grossesse gémellaire est effectuée lors de l'échographie du premier trimestre. Cet examen doit déterminer aussi la chorionicité, car elle devient de plus en plus difficile à préciser avec l'évolution de la grossesse. Ce premier examen permet de distinguer les grossesses bichoriales de bon pronostic, et les grossesses monochoriales, plus à risques de complications. Chacun des jumeaux doit être suivi selon les examens réalisés habituellement lors d'une grossesse unique (par exemple : dépistages d'un retard de croissance intra-utérin, d'une trisomie 21, de malformations...). 
Lors de l'entretien du 4e mois, les patientes doivent être informées du suivi médical, mais aussi bénéficier d'un suivi social et psychologique, ainsi que de l'existence de l'association Jumeaux et Plus présente dans chaque département.
La fréquence des échographies varie selon le niveau de risques de la grossesse gémellaire, de une par mois à une par semaine. La détermination des risques au dernier trimestre peut influencer le choix de la date d'accouchement
Selon la HAS, en vue de l'accouchement, les grossesses gémellaires les plus à risques (monochoriales monoamniotiques) doivent être prises en charge dans une maternité de type II (en sus de l'unité d'accouchement, dotée d'une unité de néonatalogie) ou de type III (avec unité supplémentaire de réanimation néonatale) en raison de la prématurité induite et de la nécessité de plusieurs intervenants pédiatriques.

## Risques au cours de la grossesse

### Risques non spécifiques
Il s'agit des complications qui sont communes à toutes les grossesses gémellaires, par rapport aux grossesses uniques.
Par rapport à une grossesse unique, la première complication est la prématurité (naissance avant la 37e semaine, risque multiplié par 8) avec petit poids de naissance. D'autres risques plus élevés sont le retard de croissance intra-utérin et le placenta praevia. Le risque accru de pré-éclampsie chez la mère est discuté (si c'est la fréquence, ou la sévérité, qui est augmentée ).

### Risques spécifiques
Dans des grossesses gémellaires, le retard de croissance peut affecter un jumeau et pas l'autre. On parle alors de « discordance pondérale » où les risques de morbidité et de mortalité sont plus élevés pour le jumeau le plus petit. Si cette discordance est sévère (plus de 25 % de différence), une prise en charge hospitalière est nécessaire.
Les grossesses gémellaires monochoriales, soit une grossesse sur 400 (toutes grossesses confondues), présentent des risques spécifiques :
- syndrome transfuseur-transfusé (15 % des grossesses monochoriales) où les risques sont plus élevés pour le jumeau le plus gros (le receveur ou transfusé)[11] ;

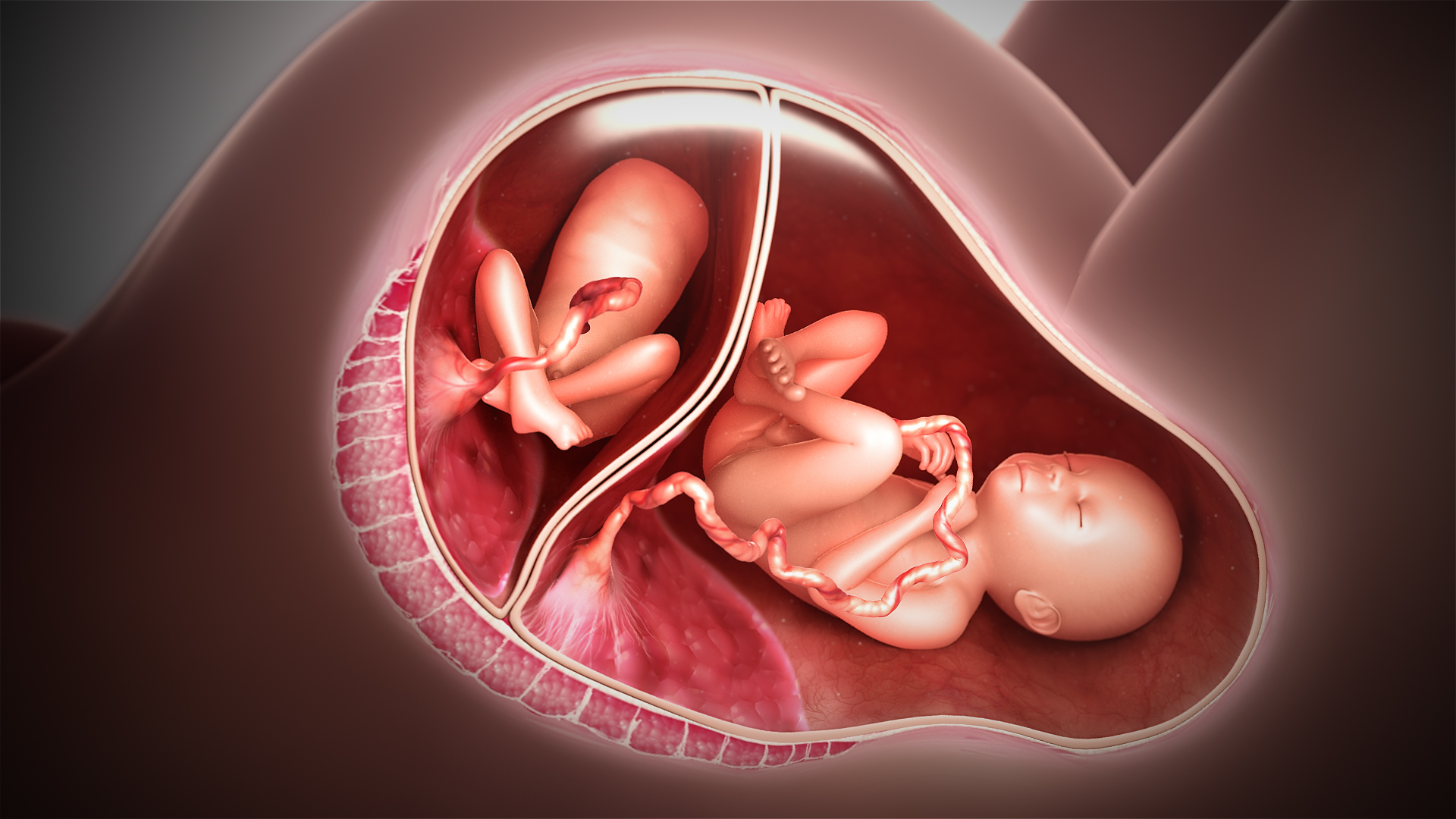
Jumeau sain avec son cojumeau en masse acardiaque (ici lors d'une grossesse gémellaire monochoriale biamniotique).

- jumeau ou masse acardiaque : il s'agit d'une complication rare (entre 1 sur trente mille et 1 sur quarante mille grossesses), où un jumeau n'a pas de cœur (ou réduit à l'état de vestiges). Le jumeau sain joue le rôle de « pompe cardiaque » pour son jumeau acardiaque. Le diagnostic est échographique. L'évolution peut conduire à la mort et l'involution du jumeau acardiaque, qui peut rester à l'état de « jumeau papyracé » (momifié) ou disparaître (« jumeau fantôme »), sans répercussion notable sur le jumeau sain. Dans d'autres cas, les deux jumeaux peuvent évoluer jusqu'à la naissance, mais la mortalité du jumeau sain est alors élevée (près de 50 %) par insuffisance cardiaque et hypoxie chronique, par le fait que son cœur doit fonctionner pour deux, en recevant du sang désoxygéné deux fois. La prise en charge de cette complication n'est pas codifiée et varie selon les équipes[11].

Les grossesses monochoriales monoamniotiques sont les plus rares (4 à 5 pour cent mille grossesses), mais à plus de complications. Outre le retard de croissance et la prématurité, ces jumeaux sont plus exposés à des malformations congénitales, et à des accidents des cordons ombilicaux (enroulement, étranglement...). Au cours de ces grossesses, on peut découvrir très rarement des jumeaux conjoints ou fusionnés où l'on distingue :
- les jumeaux conjoints symétriques ou jumeaux siamois.
- les jumeaux conjoints asymétriques : jumeau ectoparasite, jumeau endoparasite.

## Traitement des complications
Comme pour les grossesses uniques, la femme enceinte de jumeaux doit bénéficier de conseils diététiques et d'une supplémentation éventuelle adaptée à chaque cas (en fer, vitamine D, acide folique...). Des exercices musculaires et articulaires du rachis et des sacro-iliaques peuvent être utiles au début du deuxième trimestre.

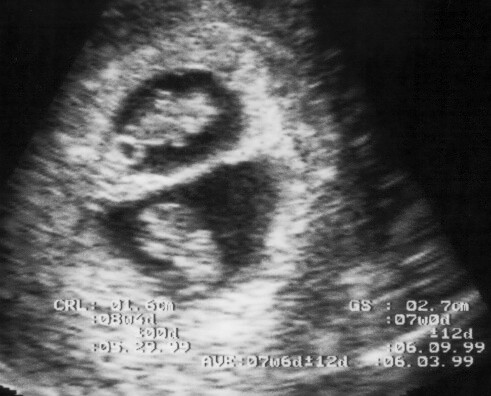
Échographie en 1997 : grossesse bichoriale-biamniotique à 8 semaines. Le caractère bichorial se distingue par le « signe du lamba » ou aspect triangulaire du chorion qui se prolonge dans la membrane séparant les deux fœtus.

### Prévention
Depuis les années 1970, le suivi spécifique des grossesses gémellaires (dont la surveillance échographique) par des équipes multidisciplinaires entrainées et coordonnées a permis de réduire la prématurité grave et la mortalité périnatale des jumeaux,.
Le risque le plus fréquent et le plus important des grossesses gémellaires est la prématurité. La prévention repose sur le diagnostic précoce de la gémellité, pour permettre une surveillance plus adaptée. Les programmes de prévention restent en discussion, car ce qui s'applique aux grossesses uniques n'est pas toujours valable pour les grossesses gémellaires.
L'intérêt du repos au lit systématique n'est pas démontré, mais il est admis de conseiller aux femmes enceintes de jumeaux de restreindre leur activité. Ce qui se traduit en France par des congés de maternité spéciale pour ces grossesses. Il en va de même pour le cerclage du col (en) et les méthodes médicamenteuses (comme la progestérone) qui ne sont pas utilisées de façon systématique, mais selon des indications particulières,.

### Interventions en cours de grossesse
La souffrance ou la mort d'un jumeau peut retentir sur l'autre, surtout en cas de grossesse monochoriale (à placenta unique), avec un risque rénal et cérébral sévère pour le jumeau survivant. 
L'interruption sélective de grossesse est une décision à prendre lorsqu'un seul des jumeaux présente des anomalies ou malformations graves, ou en cas de mort in utero d'un des deux jumeaux. Cette décision est complexe (aspects techniques, éthiques et psychologiques), elle est prise dans le cadre pluridisciplinaire d'un centre de diagnostic prénatal, avec les parents informés et bénéficiant d'un soutien psychologique.
Selon le stade ou le type de grossesse gémellaire, les différentes possibilités sont : l'interruption de la grossesse pour une extraction prématurée, l'amniodrainage (évacuation d'une poche amniotique), la coagulation laser (oblitération) des anastomoses vasculaires placentaires (en grossesse monochoriale : syndrome transfuseur-transfusé), le fœticide sélectif par injection de produit létal dans un cordon (uniquement en grossesse bichoriale),.

## Accouchement de jumeaux
Lorsque l'accouchement par voie basse est choisi, il est généralement recommandé et déclenché entre la 38e et la 39e semaine d'aménorrhée, pour réduire les risques. Souvent plus long qu'un accouchement unique, il doit s'effectuer sous une surveillance plus étroite, et sous analgésie péridurale.

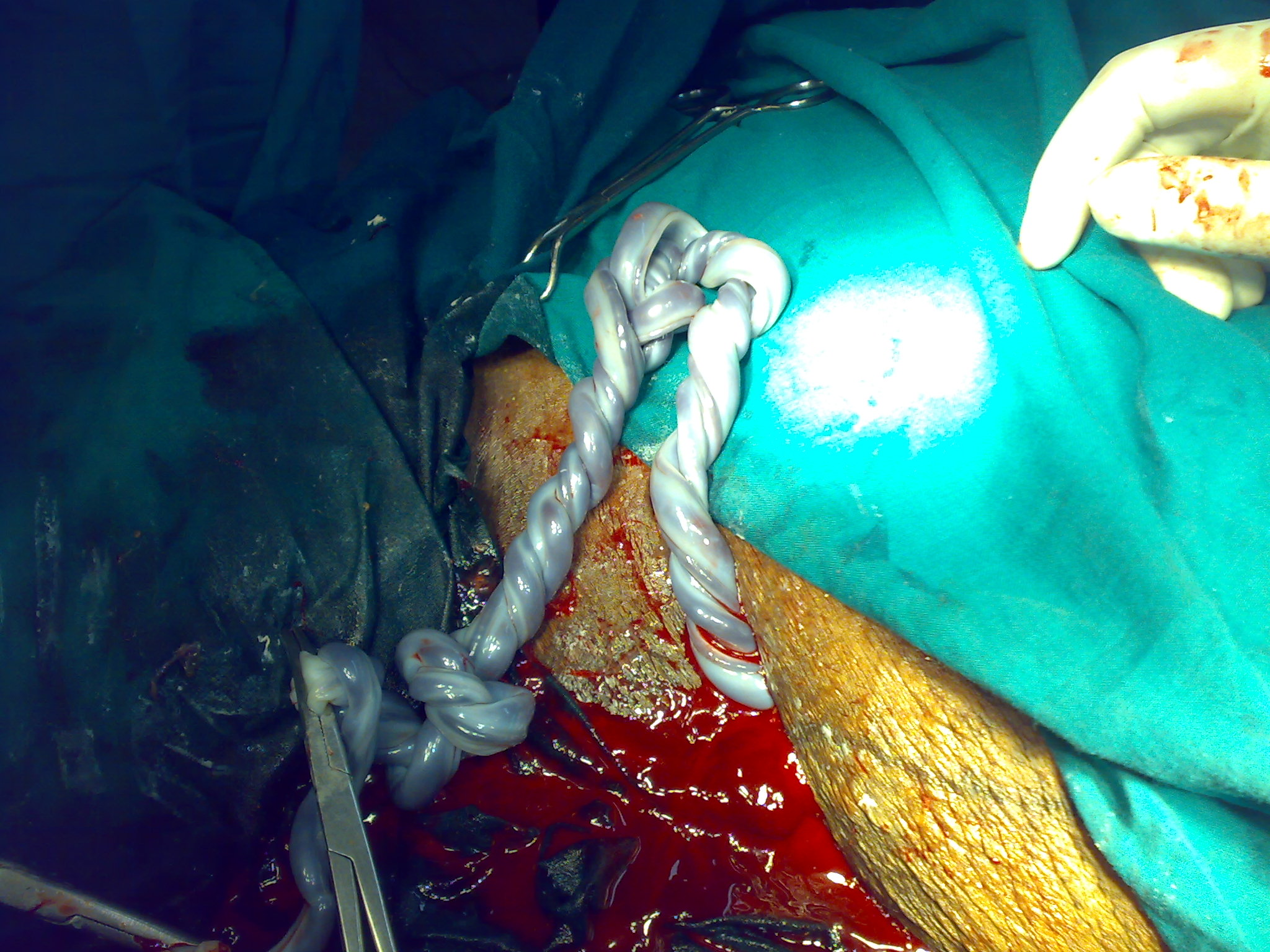
Entortillement de deux cordons ombilicaux, se présentant lors d'une césarienne de jumeaux.

La morbidité et la mortalité de jumeaux sont augmentées par rapport aux naissances uniques, surtout pour le deuxième jumeau dont l'accouchement  peut être plus difficile. En principe, l'intervalle optimal de naissance entre les jumeaux est de 5 à 15 minutes. Un délai plus long présente un risque de souffrance fœtale pour le deuxième jumeau.
Les dystocies spécifiquement gémellaires (collision ou accrochage des fœtus) sont rares, voire exceptionnelles (jumeaux siamois). L'emmêlement des cordons ne concerne que les grossesses monoamniotiques, mais avec un risque important de mortalité fœtale (plus de 12 %).
Il n'existe pas de consensus international sur des indications précises de césarienne dans l'accouchement gémellaire. De façon générale, la césarienne n'est pas systématique lorsque le premier jumeau est en présentation céphalique. Elle s'applique lorsque l'indication existe pour une grossesse unique (césarienne planifiée) ou en urgence (indications pendant le travail). D'autres sont discutées comme la grossesse gémellaire monoamniotique (indication absolue pour les américains et les canadiens, pas toujours selon d'autres).
La mortalité gémellaire à l'accouchement diminue depuis la fin du XXe siècle, principalement grâce aux progrès de la surveillance prénatale, à une meilleure prise en charge de la voie basse par une équipe multidisciplinaire, et un recours plus large à la césarienne.
Selon une revue Cochrane de 2015, les femmes doivent être informées des risques aussi bien que des effets bénéfiques de l'accouchement par voie basse, et des effets habituels et à long terme de la césarienne pour la mère et les enfants. La césarienne devrait être évitée à moins d'une certitude clinique raisonnable sur son intérêt immédiat et son bénéfice à long terme.